# D新引力
《D新引力》（《D's New Attraction》）是唐禹哲的第二張大碟，於2009年1月16日推出。

## 唱片版本
2009年1月16日發售
- D調柔情版（CD+DVD）
- 唐潮酷男版（CD+DVD）

2009年2月13日發售
- 魅力影音版（CD+DVD）
- 珍愛寫真版（CD+40p寫真）

## 媒體使用
告诉我
《翻滾吧！蛋炒飯》插曲

## 收錄曲目

### 全版本
CD
| 曲序 | 曲名         | 作曲                                           | 作詞         | 編曲        | 附註                           |
| 01   | Kiss Me Now  | 北野正人                                       | 唐禹哲、甫甫 | 吕锦盈      | 第四主打歌                     |
| 02   | 一言为定     | Johnny Pedersen Michael Jay Phoenix Stone(Bmi) | 廖莹如       | 吕绍淳      |                                |
| 03   | 新歌         | 陈炯顺、洪俊扬                                 | 林怡凤       | Terence Teo | 第一主打歌                     |
| 04   | 告诉我       | 李榮浩                                         | 李榮浩       |             |                                |
| 05   | 捨不得放手   | 鸦片丹                                         | 郑悦心       | Martin Tang | 第三主打歌偶像劇愛就宅一起插曲 |
| 06   | 传话游戏     | 李荣浩                                         | 郑悦心       | Martin Tang |                                |
| 07   | 绝无仅有     | 施佳阳                                         | 施佳阳       | 蔡庭贵      |                                |
| 08   | 不能不想她   | 施佳阳                                         | 天天         | 黄中岳      |                                |
| 09   | 最溫柔的懸念 | 施佳阳                                         | 徐世珍、司鱼 | 施佳阳      | 第五主打歌偶像劇愛就宅一起插曲 |
| 10   | 情報         | 梯依恩                                         | 彭资闵       | 梯依恩      | 第二主打歌                     |

### D調柔情版、唐潮酷男版
1. 45分鐘【愛我‧唐禹哲】音樂特輯

### 魅力影音版
1. 《情報》音樂錄影帶
2. 《新歌》音樂錄影帶
3. 《最溫柔的懸念》音樂錄影帶
4. 《KISS ME NOW》音樂錄影帶